# Voćarstvo
Voćarstvo je grana poljoprivrede, koja se bavi proizvodnjom, uzgojem, zaštitom i prodajom voća. Cilj je dobiti kvalitetno voće uz male troškove proizvodnje. Voćari se bave proizvodnjom voća, od planiranja i odabira sadnog materijala preko prihrane i zaštite do berbe plodova. Agroekološki uvjeti proizvodnje voća su: klima, tlo i položaj. Priprema terena i podizanje voćnjaka obuhvaćaju: izbor terena, analizu tla i gnojidbu, rahljenje, izradu plana voćnjaka i nabavu kvalitetnih sadnica voćaka. U voćnjaku se obavljaju radovi obrade tla, zaštite od vremenskih neprilika, navodnjavanja i oprašivanja. U voćarstvu koristi se poljoprivredna mehanizacija za obradu tla, sredstva za zaštitu voćaka, alati za rezidbu, oprema za berbu i skladištenje. Kada je zrelo ili poluzrelo, voće se bere, skladišti, razvrstava po klasama i kvaliteti, pakira te se transportira do mjesta prodaje.
Voćnjak je tradicionalni oblik voćarstva. U njemu rastu visoka stabla različite dobi i različitih vrsta. Obično se održavaju općenito održavaju bez korištenja umjetnih zaštitnih sredstava ili umjetnih gnojiva. Plantaže voća su monokulture jedne vrste voća uz primjenu sredstava za zaštitu voća.